# Abonyi járás
Az Abonyi járás Pest-Pilis-Solt-Kiskun vármegyéhez tartozó járás volt Magyarországon, székhelye Abony volt. Ezen a néven 1898-tól működött az addigi Kecskeméti alsó járás helyébe lépve, melynek állandó székhelye már 1886 óta Abony volt, és az 1950-es járásrendezés során szűnt meg, amikor székhelyét Ceglédre helyezték át és nevét ennek megfelelően módosították Ceglédi járásra.

## Története
Az Abonyi járás elődje a 19. század közepén az addigi Kecskeméti járás feldarabolásával létrejött Kecskeméti alsó járás volt. Ennek 1886-tól, amikor törvény alapján a vármegyéknek állandó járási székhelyeket kellett kijelölniük, Abony volt a székhelye.
1913-ban és 1914-ben Tápiószele és Tápiógyörgye a Nagykátai járáshoz került. Az 1945-ös megyerendezés nyomán 1946-ban a járás akkori hét községéből hármat (Tószeg, Újszász és Zagyvarékas) Jász-Nagykun-Szolnok vármegye Központi járásához csatoltak. Ugyanekkor elhatározták magának Abonynak az átcsatolását is, de ennek végrehajtását függőben hagyták, és később sem került rá sor.
1949-ben az addig Nagykőröshöz tartozó, de a várostól távoli, határától elkülönült Kőröstetétlen puszta önálló községgé alakult és az Abonyi járásba osztották be.
A járás az 1950-es megyerendezés során Pest megyéhez került, de néhány hónappal később, az 1950-es járásrendezés során meg is szűnt, mivel székhelyét Ceglédre helyezték át és nevét ennek megfelelően módosították Ceglédi járásra.

## Községei
Az alábbi táblázat felsorolja az Abonyi járáshoz tartozott községeket, bemutatva, hogy mikor tartoztak ide, és hogy hova tartoztak megelőzően, illetve később.
| Község        | Mikortól | Honnan                   | Meddig | Hova                                             |
| ------------- | -------- | ------------------------ | ------ | ------------------------------------------------ |
| Abony         | 1898     | Kecskeméti alsó járásból | 1950   | Ceglédi járáshoz                                 |
| Jászkarajenő  | 1898     | Kecskeméti alsó járásból | 1950   | Ceglédi járáshoz                                 |
| Kocsér        | 1898     | Kecskeméti alsó járásból | 1950   | Ceglédi járáshoz                                 |
| Kőröstetétlen | 1949     | Nagykőrös határából      | 1950   | Ceglédi járáshoz                                 |
| Tápiógyörgye  | 1898     | Kecskeméti alsó járásból | 1914   | Nagykátai járáshoz                               |
| Tápiószele    | 1898     | Kecskeméti alsó járásból | 1913   | Nagykátai járáshoz                               |
| Tószeg        | 1898     | Kecskeméti alsó járásból | 1946   | Jász-Nagykun-Szolnok vármegye Központi járásához |
| Törtel        | 1898     | Kecskeméti alsó járásból | 1950   | Ceglédi járáshoz                                 |
| Újszász       | 1898     | Kecskeméti alsó járásból | 1946   | Jász-Nagykun-Szolnok vármegye Központi járásához |
| Zagyvarékas   | 1898     | Kecskeméti alsó járásból | 1946   | Jász-Nagykun-Szolnok vármegye Központi járásához |

## Területe és népessége
Az alábbi táblázat az Abonyi járás területének és népességének változását mutatja be. Az egyes sorok a járás területi változásait mutatják be, az első rovatban megjelölve, mely időszakban érvényes terület adatai találhatók az adott sorban.
A következő rovat a járás területnagyságát mutatja az adott időszakban. A további rovatok az adott időszakban érvényes határok között az oszlopfejlécben jelzett népszámlálás adatai szerint talált népességszámot adják meg ezer főre kerekítve.
Az eltérő színezéssel kijelölt adatok mutatják meg az egyes népszámlálásokkor érvényes közigazgatási beosztásnak megfelelő adatokat.
| Területi beosztás | Terület | 1890-ben | 1900-ban | 1910-ben | 1920-ban | 1930-ban | 1941-ben |
| ----------------- | ------- | -------- | -------- | -------- | -------- | -------- | -------- |
| 1898–1913 között  | 671 km² | 44       | 51       | 55       | 60       | 63       | 62       |
| 1913–1914 között  | 581 km² | 38       | 44       | 47       | 51       | 53       | 52       |
| 1914–1945 között  | 512 km² | 34       | 39       | 41       | 45       | 47       | 46       |
| 1946–1949 között  | 284 km² | 23       | 27       | 28       | 31       | 32       | 31       |
| 1949–1950 között  | 317 km² |          |          |          |          |          |          |

## Lásd még
- Ceglédi kistérség